# Rhyticeros everetti
El cálao de la Sumba (Rhyticeros everetti) es una especie de ave de la familia Bucerotidae. Su nombre científico conmemora al administrador colonial y coleccioninsta zoológico británico Alfred Hart Everett.

## Descripción
Es un bucerótido negruzco de porte mediano, de unos 70 cm de largo.  El macho posee una cresta y nuca de color marrón-rojizo, con un cuello pálido. La hembra es toda de color negro. Ambos sexos tienen un largo, pico amarillento simple con una coloración violeta en su base, y un sobre hueso aserrado en su parte superior, y una garganta inflable azul.

## Distribución y hábitat
Es endémica de Indonesia, y habita en los bosques de hoja semiperennes de Sumba en las Islas menores de la Sonda. No es muy común y se la encuentra en las tierras bajas en altitudes de hasta unos 950 m.

## Comportamiento
El Cálao de la Sumba es una especie monógama. Su dieta consiste principalmente de frutas.

## Estatus y conservación
A causa de la pérdida de hábitat, lo limitado de su rango, lo pequeño de su población y la caza excesiva en ciertas zonas, el Cálao de la Sumba es considerado  Vulnerable en la IUCN Red List de Especies Amenazadas. Aparece en el Apéndice II de CITES. Parte de su hábitat se encuentra protegido dentro del Parque nacional Laiwangi Wanggameti y el Parque nacional Manupeu Tanah Daru.